# Scarface (rappeur)
Pour les articles homonymes, voir Scarface.
Scarface, de son vrai nom Brad Terrence Jordan, né le 9 novembre 1970 à Houston, au Texas, est un rappeur et producteur américain, ancien membre des Geto Boys. En 2012, le magazine The Source le classe 16e dans son Top 50 des meilleurs paroliers de tous les temps, et About.com le classe 10e sur sa liste des « 50 plus grands MCs de notre époque (1987-2007) ».

## Biographie

### Jeunesse et débuts (1970–1993)
Brad Terrence Jordan est né le 9 novembre 1970 à Houston, au Texas. Il est originaire du quartier de South Acres (Crestmont Park) et étudie à Woodson Middle School de Houston. Il est élevé dans une famille chrétienne, mais se convertira à l'Islam en 2006.
Scarface commence sa carrière sous le nom d'Akshen au sein du label de Lil' Troy, Short Stop Records à Houston. Il devient ensuite membre du groupe les Geto Boys, signé sur Rap-a-Lot Records, qu'il rejoint en 1989 sur leur deuxième album, Grip It! On that Other Level. L'album est un succès et rend le groupe très populaire. Cependant, en raison des paroles, le groupe ne passe que très peu en radio et pas du tout à la télévision. Il décide alors de changer son nom de scène, en référence au film homonyme de Brian De Palma, sorti en 1983.
Il se sépare des Geto Boys pour lancer sa carrière solo en 1991, et publier son premier album, Mr. Scarface Is Back, le 3 octobre la même année. L'album remporte un grand succès avec des singles tels que Mr. Scarface, Born Killer, Diary of a Madman et A Minute to Pray and A Second to Die. Il atteint la 51e place du Billboard 200, et est certifié disque d'or en avril 1993. Le succès en solo de Scarface éclipse quelque peu l'intérêt autour des Geto Boys[réf. nécessaire]. Scarface publie ensuite son deuxième album, The World Is Yours, le 17 août 1993, qui atteint le top 10 du Billboard 200 et la première place des RnB/Hip-Hop Albums, et est également certifié disque d'or.

### DeThe DiaryàMy Homies(1994–1999)
Scarface publie son troisième album solo, The Diary, le 18 octobre 1994 au label Virgin Records. Il contient les deux singles à succès Hand of the Dead Body qui fait participer Ice Cube et Devin the Dude, qui atteint la 74e place du Billboard Hot 100 ; et I Seen a Man Die qui atteint la 37e place des classements. L'album débute deuxième au Billboard 200, et est certifié disque de platine par la RIAA.
Son quatrième album, The Untouchable est publié le 11 mars 1997 et débute à la première place du Billboard 200, le premier album de sa carrière. Il contient le hit single, Smile, en featuring avec Tupac Shakur, qui atteint la 12e place du Billboard Hot 100, et devient le seul single de Scarface à être certifié disque d'or. L'album, lui, est certifié disque de platine par la RIAA en 1997. Scarface publie ensuite de nombreux albums en solo en restant, en parallèle, membre des Geto Boys.
Un double album, My Homies, est publié le 3 mars 1998. L'album est produit par Mike Dean, Mr. Lee, N.O. Joe, Scarface et Tone Capone. Il atteint la première place des Billboard Top RnB/Hip-Hop Albums, et la quatrième place du Billboard 200. Certifié disque de platine par la RIAA en 1998, l'album fait participer Tupac Shakur, Ice Cube, Devin the Dude, B-Legit, UGK, Too Short, Do or Die et Willie D.

### Années 2000 et 2010
En 2000, Scarface publie son sixième album, The Last of a Dying Breed, le 3 octobre. Sans rencontrer un succès public, il reçoit un très bon accueil de la part des critiques qui le nomment « Lyricist of the Year » (« parolier de l'année ») aux Source Awards. L'album atteint la 7e place du Billboard 200. L'album inclut les singles Look Me in My Eyes et It Ain't, Pt. 2 ; la chanson They Down with Us est une reprise de I'm Still #1 de Boogie Down Productions.
Entretemps, Scarface est également aux commandes de la division Def Jam South de Def Jam, désormais rebaptisée Disturbing Tha Peace, où est notamment révélé Ludacris. En 2006, il recrute deux jeunes rappeurs, Willie Hen et Young Malice, avec qui il forme le groupe The Product pour l'album One Hunid. Scarface publie ensuite My Homies Part 2 puis annonce qu'il n'enregistrera plus d'album solo. Made, son dixième album, est publié en 2007 et est accueilli par la presse spécialisée et par le public. Il contient le single Girl You Know avec Trey Songz. En décembre 2008, Scarface sort ce qu'il prétend être son tout dernier album solo, Emeritus. C'est un album réfléchi, avec des textes profonds et sincères à l'image de la piste Unexpected avec Wacko et produit par Sha Money XL et Young Cee. Dans cet album, on ressent la maturité de l'artiste. La pochette de l'album est d'ailleurs très sobre et marque le dernier chapitre d'une belle histoire qui avait débuté en 1986.
En 2006, il fait une apparition dans le film Idiocracy dans lequel il teint le rôle de Upgrayedd, le proxénète de Rita (Maya Rudolph).
Le 30 juin 2010, Scarface annonce qu'il travaille sur un nouvel opus intitulé, The Habit, incluant des featurings de John Legend et Drake. Pour une production dans l'album, Scarface fait appel au producteur Alex Kresovich. L'album fait également participer Eminem. En février 2011, il est annoncé que Scarface est en prison depuis septembre 2010, pour ne pas avoir payé la pension alimentaire réclamée par ses enfants. En août 2011, Scarface est libéré. En 2012, Scarface collabore avec Ice Cube sur le remix d'une chanson d'Insane Clown Posse intitulée Chris Benoit. En 2014, Scarface participe à la bande originale du film Five Thirteen en featuring avec Tha Outlawz sur le morceau Born Sinner.

## Discographie

### Albums studio
- 1991 : Mr. Scarface Is Back
- 1993 : The World Is Yours
- 1994 : The Diary
- 1997 : The Untouchable
- 1998 : My Homies
- 2000 : The Last of a Dying Breed
- 2002 : The Fix
- 2003 : Balls and My Word
- 2006 : My Homies Part 2
- 2007 : Made
- 2008 : Emeritus
- 2015 : Deeply Rooted[22]

### Albums collaboratifs
- 1989 : Grip It! On that Other Level (avec les Geto Boys)
- 1990 : The Geto Boys (avec les Geto Boys)
- 1991 : We Can't Be Stopped (avec les Geto Boys)
- 1993 : Till Death Do Us Part (avec les Geto Boys)
- 1996 : The Resurrection (avec les Geto Boys)
- 1998 : Da Good Da Bad and Da Ugly (avec les Geto Boys)
- 2005 : The Foundation (avec les Geto Boys)
- 2006 : One Hunid (avec The Product)